# Чулпыч
Чулпыч — деревня в Сабинском районе Татарстана, на реке Малая Мёша (правый приток реки Мёша), в 13 км к западу от поселка городского типа Богатые Сабы. На 2010 год — 71 житель (татары).

## История
В «Списке населенных мест по сведениям 1859 года», изданном в 1866 году, населённый пункт упомянут как казённая деревня Чулпычь 1-го стана Мамадышского уезда Казанской губернии. Располагалась при реке Мёше, на Казанском коммерческом тракте, в 97 верстах от уездного города Мамадыша и в 45 верстах от становой квартиры во владельческом селе Кукморе (Таишевский Завод). В деревне, в 32 дворах жили 210 человек (99 мужчин и 111 женщин), была мечеть.
Основана в 1-й трети XVIII века. В дореволюционных источниках упоминается также как Челпыш. В XVIII — 1-й половине XIX вв. жители относились к категории государственных крестьян. Занимались земледелием, разведением скота. В начале XX века здесь функционировали мечеть, кузница, мелочная лавка. В этот период земельный надел сельской общины составлял 846,9 десятины.
До 1920 года деревня входила в Сатышевскую волость Мамадышского уезда Казанской губернии. С 1920 года в составе Мамадышского кантона Татарской АССР. С 10 августа 1930 года в Сабинском районе.
Число жителей: в 1782 году — 42 души мужского пола, в 1859 году — 205, в 1897 году — 325, в 1908 году — 402, в 1920 году — 381, в 1926 году — 390, в 1938 году — 400, в 1949 году — 370, в 1970 году — 161, в 1979 году — 145, в 1989 году — 107, в 2002 году — 80 человек.
Уроженцы деревни:
- Хасанов, Калимулла Гумерович (1878—1949) — депутат 2-й Государственной думы (1907) от Уфимской губернии.